# (1978) Patrice
(1978) Patrice (1971 LD; 1942 PL; 1952 WC; 1955 RJ1; 1965 VC; 1968 OY; 1975 VQ8) ist ein Asteroid des Hauptgürtels, der am 13. Juni 1971 im Perth-Observatorium entdeckt wurde.

## Benennung
Der Asteroid wurde nach der Tochter von Dennis Harwood, einem Mitarbeiter im Perth-Observatorium benannt.